# La cage aux folles (musical)

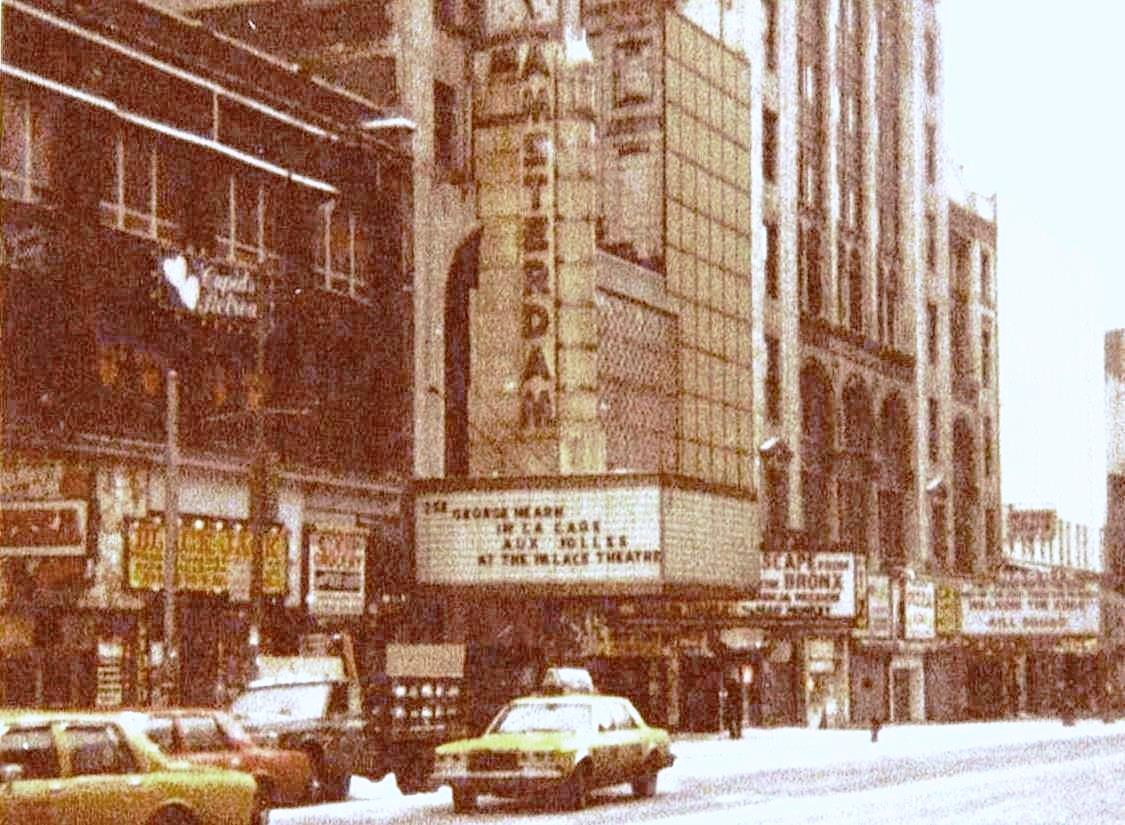
Looking west at New Amsterdam Theater, 42nd St., New York, before renovation of area

La cage aux folles (em português A gaiola das loucas) é um musical da Broadway produzido inicialmente no ano de 1983.
O musical tem sua história baseada na peça teatral e filme homônimos, produzidos na França em 1973 e 1978, respectivamente. La cage aux folles recebeu seis prêmios Tony, incluindo os de melhor musical, melhor ator num musical e melhor direção de um musical. Uma segunda produção do musical, em 2004, recebeu outros dois prêmios (melhor re-encenação de musical e melhor coreografia).

## Canções
Primeiro ato
- "We Are What We Are"
- "A Little More Mascara"
- "With Anne on My Arm"
- "With You on My Arm"
- "The Promenade"
- "Song on the Sand"
- "La Cage aux Folles"
- "I Am What I Am"

Segundo ato
- "Song on the Sand "
- "Masculinity "
- "Look Over There "
- "Cocktail Counterpoint"
- "The Best of Times"
- "Look Over There" (Reprise)
- "Finale"

## Prêmios e indicações

### Produção de 1983
Tony Awards
- Vencedor: melhor musical
- Vencedor: melhor libreto de musical
- Vencedor: melhor música original
- Vencedor: melhor ator num musical (George Hearn)
- Indicado: melhor ator num musical (Gene Barry)
- Vencedor: melhor figurino
- Indicado: melhor coreografia
- Vencedor: melhor direção de musical
- Indicado: melhor iluminação

Drama Desk Award
- Indicado: melhor musical
- Indicado: melhor livro
- Vencedor: melhor ator num musical (George Hearn)
- Indicado: melhor ator num musical (Gene Barry)
- Indicado: melhor orquestra
- Indicado: melhor letrista
- Vencedor: melhor música
- Vencedor: melhor figurino
- Indicado: melhor iluminação

### Produção de 2004
Tony Awards
- Vencedor: melhor re-encenação de musical
- Indicado: melhor ator num musical (Gary Beach)
- Vencedor: melhor coreografia
- Indicado: melhor figurino

Drama Desk Award
- Vencedor: melhor re-encenação de musical
- Vencedor: melhor coreografia
- Indicado: melhor figurino